# Kreis Hattingen
Der Kreis Hattingen war von 1885 bis 1929 ein Landkreis im Regierungsbezirk Arnsberg der preußischen Provinz Westfalen. Der Sitz der Kreisverwaltung befand sich in der Stadt Hattingen.

## Verwaltungsgeschichte
Das stetige Anwachsen der Bevölkerung, das in der zweiten Hälfte des 19. Jahrhunderts im Bereich des späteren Ruhrgebiets erfolgte, betraf auch den Landkreis Bochum. Dessen Einwohnerzahl übertraf bald die für Kreise als angemessen betrachtete Höhe. Eine Verkleinerung erschien geboten. Daher wurde am 1. Juli 1885 aus dem südlichen Teilen des Bochumer Kreisgebietes der neue Kreis Hattingen gebildet. 1886 umfasste der Kreis fünf Ämter und insgesamt 28 Gemeinden:
| Verwaltungsgliederung 1886 | Verwaltungsgliederung 1886 |
| Amt                        | Gemeinden |
| -------------------------- | --- |
| Blankenstein               | Blankenstein, Buchholz, Holthausen, Stiepel und Welper                                                                                            |
| Hattingen                  | Altendorf, Baak, Bredenscheid, Dumberg, Niederbonsfeld, Niederelfringhausen, Niederstüter, Niederwenigern, Oberelfringhausen, Oberstüter und Winz |
| Heven-Herbede              | Durchholz, Heven, Ostherbede, Vormholz und Westherbede                                                                                            |
| Königssteele               | Eiberg, Freisenbruch, Horst und Königssteele |
| Linden-Dahlhausen          | Dahlhausen und Linden |
| amtsfrei                   | Hattingen |

Nach dem Ersten Weltkrieg verringerte sich schrittweise die Zahl der Gemeinden des Kreises. Zunächst wurden 1919 Eiberg, Freisenbruch und Horst nach Königssteele eingemeindet. 1921 wurden Linden und Dahlhausen zur Gemeinde Linden-Dahlhausen zusammengeschlossen. Am 1. Juli 1921 wurde Heven in die kreisfreie Stadt Witten eingemeindet. Das Amt Heven-Herbede hieß seitdem Amt Herbede.
Der größte Teil von Königssteele wurde 1926 nach Steele im rheinischen Landkreis Essen eingemeindet. Der übrige Teil von Königssteele fiel an die Stadt Wattenscheid und blieb westfälisch.
Im selben Jahr wurden Baak, Dumberg, Niederbonsfeld und Niederwenigern nach Winz eingemeindet, Bredenscheid und Niederstüter zur Gemeinde Bredenscheid-Stüter vereinigt sowie Durchholz, Ostherbede, Vormholz und Westherbede zur Gemeinde Herbede zusammengeschlossen. Zuletzt umfasste der Landkreis noch vier Ämter und insgesamt 14 Gemeinden:
| Verwaltungsgliederung 1929 | Verwaltungsgliederung 1929                                                                  |
| Amt                        | Gemeinden                                                                                   |
| -------------------------- | ------------------------------------------------------------------------------------------- |
| Blankenstein               | Blankenstein, Buchholz, Holthausen, Stiepel und Welper                                      |
| Hattingen                  | Altendorf, Bredenscheid-Stüter, Niederelfringhausen, Oberelfringhausen, Oberstüter und Winz |
| Herbede                    | Herbede                                                                                     |
| Linden-Dahlhausen          | Linden-Dahlhausen                                                                           |
| amtsfrei                   | Hattingen                                                                                   |

Zwischen 1923 und 1925 mussten im Ruhrgebiet aus wirtschaftlichen Gründen 52 Zechen geschlossen werden, darunter allein 21 im Kreis Hattingen. Dies hatte enorme Steuermindereinnahmen zur Folge und stellte den weiteren Bestand des Kreises in Frage. Durch das Gesetz über die kommunale Neugliederung des rheinisch-westfälischen Industriegebiets wurde der Kreis Hattingen zum 1. August 1929 aufgelöst. Linden-Dahlhausen und Stiepel wurden nach Bochum eingemeindet während die restlichen 12 Gemeinden dem neu geschaffenen Ennepe-Ruhrkreis zugeordnet wurden.

## Einwohnerentwicklung
| Jahr | Einwohner |
| ---- | --------- |
| 1890 | 61.763    |
| 1900 | 79.821    |
| 1910 | 97.327    |
| 1925 | 75.420    |

## Kommunalverfassung
Die Kreis Hattingen gliederte sich in die Stadtgemeinde Hattingen, ferner in Landgemeinden, die in Ämtern zusammengefasst waren.
Für diese galt bis zur Auflösung des Kreises
- die Städte-Ordnung für die Provinz Westphalen vom 19. März 1856
- die Landgemeinde-Ordnung für die Provinz Westphalen vom 19. März 1856

Die Kreisverfassung richtete sich nach der Kreisordnung für die Provinz Westfalen vom 31. Juli 1886.

## Landräte
- 1885–1892: Jakob von Neuhaus
- 1892–1912: Paul Florschütz
- 1912–1919: Albert Cuntze
- 1920–1929: Julius Friedrich